# Polska Partia Socjalistyczna
De Poolse Socialistische Partij (PPS) (Polska Partia Socjalistyczna) was een van de belangrijkste linkse partijen in Polen vanaf de oprichting in 1892 tot 1948. Józef Piłsudski, oprichter van de Tweede Poolse Republiek, was lid van de PPS en begin 20e eeuw leider van de partij. De partij werd heropgericht in 1987 en is tot op heden actief.

## Geschiedenis
De PPS werd opgericht in Parijs in 1892. In 1893 ontstond de SDKPiL uit de PPS. De laatste was nationalistischer en meer voor Poolse onafhankelijkheid terwijl de SDKPiL meer revolutionair en communistisch was. In november 1892 kwam een overeenkomst tot stand over een politiek programma dat toen eerder progressief was.
- Onafhankelijke Republiek van Polen gebaseerd op democratische principes
- directe universeel stemrecht
- gelijke rechten voor alle nationaliteiten in Polen
- gelijke rechten voor alle burgers, onafhankelijk van ras, nationaliteit, religie en geslacht
- vrijheid van pers, meningsuiting en recht op organisatie
- progressieve belastingen
- acht uren werkdag
- minimumlonen
- gelijke lonen voor mannen en vrouwen
- verbod op kinderarbeid (tot 14 jaar)
- gratis onderwijs
- sociale ondersteuning in geval van een ongeval op de werkplaats

Na de revolutie van 1905 in het Keizerrijk Rusland steeg het aantal leden van de partij van enkele honderden actieve leden tot een massabeweging van ongeveer 60.000 leden. Er was opnieuw een splitsing in 1906 met de Polska Partia Socjalistyczna – Frakcja Rewolucyjna (PPS-FR), die Józef Piłsudski volgde, die de nationalistische en onafhankelijke idealen steunde en de Polska Partia Socjalistyczna – Lewica (PPS-L) die zich met de SDKPiL alliëren. Nadien groeide de PPS-FR uit tot grootste van de twee en hernoemde zich weer tot de PPS. De PPS-L voegde zich samen met de SDKPiL in 1918 en vormde de Communistische Partij van Polen. In 1917-1918 nam de partij deel aan de regering van Oekraïne.
Tijdens de Tweede Poolse Republiek steunde de PPS eerst Józef Piłsudski, ook zijn Mei Coupe, maar later zetelde zij in de oppositie.
De partij was een lid van de Labour and Socialist International tussen 1923 en 1940. De grootste uitlaatklep was de krant Robotnik.
De partij steunde het Poolse Verzet tijdens Wereldoorlog II als de Poolse Socialistische Partij - Vrijheid, Gelijkheid, Onafhankelijkheid (Polska Partia Socjalistyczna – Wolność, Równość, Niepodległość). In 1948 onderging het een fatale opsplitsing. Eén factie, onder leiding van Edward Osóbka-Morawski wilde bij de Poolse Volkspartij een gezamenlijk front tegen de Communisten vormen. Een andere factie, onder leiding van Józef Cyrankiewicz, argumenteerde dat de socialisten de communisten moesten steunen in het doorvoeren van een socialistisch programma, maar wel tegen het invoeren van de één-partij regel moesten strijden. Voor-oorlogse vijandigheden bleven de gebeurtenissen beïnvloeden en Stanisław Mikołajczyk, leider van de Poolse Volkspartij, ging niet akkoord om een verenigd front te vormen met de socialisten. De communisten speelden in op deze verdeling en maakten Józef Cyrankiewicz Eerste Minister.
In 1948 fuseerde Cyrankiewicz's factie van socialisten zich met de communistische Poolse Arbeiderspartij om de Poolse Verenigde Arbeiderspartij (Polska Zjednoczona Partia Robotnicza; PZPR) te vormen, de regerende partij in de Volksrepubliek Polen.
Een nieuwe partij onder dezelfde naam, die de traditie van de originele PPS wil verderzetten, is opgericht door mensen uit de linkse oppositie zoals Jan Józef Lipski in 1987. De nieuwe PPS blijft een kleine groep binnen het politieke landschap van de Derde Poolse Republiek.

## Vooraanstaande mensen die lid waren of geassocieerd werden met de PPS

### Presidenten en staatshoofden
- Józef Piłsudski (lid tijdens mandaat)
- Stanisław Wojciechowski (lid)
- Ignacy Mościcki (lid)
- Stanisław Ostrowski
- Franciszek Trąbalski

### Eerste ministers
- Ignacy Daszyński
- Jędrzej Moraczewski
- Janusz Jędrzejewicz (lid)
- Walery Sławek (lid)
- Tomasz Arciszewski
- Tadeusz Tomaszewski
- Antoni Pająk
- Alfred Urbański
- Edward Osóbka-Morawski (later communist)
- Józef Cyrankiewicz (later communist)

### Andere personen
- Jan Józef Lipski
- Bolesław Limanowski
- Adam Ciołkosz
- Lidia Ciołkosz
- Jerzy Czeszejko-Sochacki (later communist)
- Norbert Barlicki
- Jan Kwapiński
- Herman Lieberman
- Stanisław Mendelson
- Stanisław Dubois
- Jan Mulak
- Mieczysław Niedziałkowski
- Antoni Pajdak
- Feliks Perl
- Kazimierz Pużak
- Kazimierz Sosnowski